# 奶油酥餅
奶油酥餅（英語：shortbread），起源於蘇格蘭的傳統餅乾，餅乾的標準類型之一，屬於酥質餅乾。原料為麵粉、黄油及白糖。

## 名稱
shortbread這是一個縮寫字，不可以直譯為短麵包。Shortening指的是起酥油，所以翻譯成奶油酥餅。而fingers並非手指，而是指長條形的奶油酥餅。